# Uil (fiume)
Lo Uil è un fiume del Kazakistan occidentale (regione di Aqtöbe, Atyrau e del Kazakistan Occidentale).

## Percorso
Nasce nella sezione centrale dell'altopiano preuralico, scorrendo nella direzione occidentale e drenandone una parte, entrando successivamente nella depressione caspica dirigendosi poi verso il corso del fiume Ural; 
il fiume, tuttavia, non lo raggiunge, esaurendosi nel piccolo lago Aktobe. I suoi maggiori tributari sono il Kiil (dalla destra idrografica) e lo Ašiuil (dalla sinistra).
Il maggiore centro urbano toccato dal fiume è la piccola cittadina omonima.

## Portata
Nonostante la lunghezza notevole (circa 800 km), il fiume non ha una portata elevata (anzi, bassissima, quasi nulla) per la zona arida che attraversa; difatti si esaurisce nel lago Aktobe.
Lo Uil è gelato in media da fine novembre a fine marzo; in primavera manifesta le piene annue, durante le quali la portata può toccare i 260 m³/s.